# Specijalna Olimpijada Crne Gore
Specijalna Olimpijada Crne Gore je neprofitna organizacija čiji je osnovni cilj organizovanje sportskih treniinga, aktivnosti i takmičenja u Crnoj Gori za djecu i odrasle sa intelektualnim smetnjama i teškoćama u razvoju. Dio je globalnog pokreta Special Olympics kao akreditovan program.

### Istorija
Osnivač Specijalne Olimpijade u Crnoj Gori je g-din Dejan Pančić i to 2007. godine. Iste godine, on formira reprezenataciju Crne Gore koja učestvuje na Specijalnim Olimpijskim Svjetskim Igrama u Kini, u Šangaju, što je bio prvo učešće sportista iz Crne Gore na tako velikom sportskom događaju nakon nezavisnosti 2006. godine.

### O Specijalnoj Olimpijadi Crne Gore
Specijalna Olimpijada Crna Gora je neprofitna organizacija čiji je cilj  da pomogne djeci i odraslima sa teškoćama u intelektualnom razvoju da učestvuju kao produktivni i poštovani članovi društva u cjelini, nudeći im fer mogućnost da razvijaju i demonstriraju njihove vještine i talente kroz sport, treninge i takmičenja, kao i povećavanje javne svijesti o njihovim sposobnostima i potrebama. Po principima, Specijalna Olimpijada Crna Gora mora prevazići sve rasne, polne, religijske, nacionalne, geografske i političke barijere. Svaka osoba sa intelektualnom ometenošću ima priliku da učestvuje u aktivnostima Specijalne Olimpijade Crne Gore i da bude podstaknuta da postigne svoj pun potencijal, sa fokusom na prikupljanje što većeg broja sportista, ojačanjanju njihovih porodica i stvaranju društva bez barijera, gdje će svi biti jednaki, poštovani i prihvaćeni.

### O Specijalnoj Olimpijadi
Specijalna Olimpijada, s globalnim sjedištem u Washingtonu, osnovana  je 1968 godine, od strane pok. Eunice Kennedy Shriver, sestre američkog predsjednika John F. Kennedy. Zakletva sportista Specijalne Olimpijade je "Dozvoli mi da pobijedim ali ako ne mogu da pobijedim, podrži me u tom hrabrom u pokušaju". Danas se u okviru Specijalne Olimpijade Internacional (SOI), koja je od 1988. godine postala pridruženi član Međunarodnog Olimpijskog Komiteta, takmiče 4,5 milona sportista sa smetnjama i teškoćama u intelektualnom razvoju i to od 8. godine starosti pa nadalje. Takmičenja se održavaju u 30 olimpijskih sportskih disciplina i u preko 165 zemalja članica globalne Specijalne OIimpijade

### Razlika između Paraolimpijskih i Specijalnih olimpijskih igara
Paraolimpijske igre i Specijalne olimpijske igre su različite u tome što se Paraolimpijada fokusira na sportiste sa tjelesnim i senzornim oštećenjima (oštećenjima vida) i celebralnom paralizom dok se Specijalna olimpijada isključivo fokusira na sportiste sa intelektualnim smetnjama i teškoćama. 
Obje su vođene međunarodnim neprofitabilnim organizacijama i od 1968 godine djeluju zasebno što je jasno definisano pravilnikom o radu i statutom Special Olympics International koja je međunarodno priznata organizacija.
Specijalna Olimpijada omogućava djeci, mladima i odraslima bavljenje sportom bez obzira na vrstu i težinu intelektualnih smetnji, čime šalje jasnu i otvorenu poruku da svaki sportista Specijalne Olimpijade može naći svoje mjesto i dati svoj doprinos razvoju sporta kod ove populacije. Specijalna Olimpijada ima svoje ljetnje i zimske olimpijske igre koje imaju 4-godišnji ritam, evropske igre kao i svjetska i evropska prvenstva u pojedinačnim i timskim sportovima. Pravo učešća na gore navedenim takmičenjima, imaju sportisti i timovi koji na nacionalnom prvenstvu ostvare najbolje rezultate.

### Učešća na Specijalnim Olimpijskim Svjetskim Igrama
- Ljetnja Specijalna Olimpijada u Kini, u Šangaju oktobar 2007. god. tri bronzane olimpijske medalje, atletika 100m (m), atletika 100m (ž) i stoni tenis singl (ž)
- Evropski turnir u fudbalu na Kipru u novembru 2008. prvo mjesto i zlatna medalja
- Zimska Specijalna Olimpijada u februaru 2009. god. u SAD - Boise, 8 medalja u tri discipline alpskog skijanja 4 zlatne, 1 srebrnu i 3 bronzane
- Internacionalni unified fudbalski turniri u Istanbulu-Turska, u aprilu 2010 i prvo mjesto i zlatna medalja
- Evropske Ljetnje Specijalne Olimpijske Igre u Varšavi – Poljska od 18–24-tog septembra 2010 god, 1 zlato u atletika 100m (m), 1 srebro atletika 100m  (ž) i 1 bronza stoni tenis – singl  (ž)
- Ljetnja Specijalna Olimpijada u Grčkoj, u Atini 2011. god.– prvo mjesto i zlato u fudbalu, 1 srebro stoni tenis singl (m), 1 srebro i 1 bronza atletika 100m (m) i 1 bronza atletika 100m (ž).
- Zimska Specijalna Olimpijada 2013 u Južnoj Koreji u PyongChang-u, 3 zlatne i 2 srebrne medalje u alpskom skijanju.
- Evropske Ljetnje Igre Specijalne Olimpijade- Belgija Antwerp 2014. god, 1 zlatna medalja u stonom tenisu (m), 2 srebrne medalje stoni tenis (ž) i atletika bacanje kugle (m), 2 bronzane medalje – atletika 100m (m) i atletika bacanje kugle (m)
- Ljetnja Specijalna Olimpijada u Los Andjelesu 2015– SAD 1 zlato stoni tenis- singl (m), 1 zlato atletika 100m (ž), 1 srebro atletika–bacanje kugle (m), 1 bronza stoni tenis dubl (m) i 1 zlato egzibicioni turnir Unified stoni tenis dubl  (m)
- Zimska Specijalna Olimpijada u Austriji 2017, takmičari Specijalne Olimpijade Crne Gore su osvojili 7 medalja: 3 zlatne, 2 srebrne i 1 bronzana medalja.
- Ljetnja Specijalna Olimpijada u Berlinu od 12-24 juna 2023. godine ,Njemačka, 2 srebrne medalje u Unified boćanju (m), 1 bronzana medalja - atletika 100m (m) .